# Semiomphalina
Semiomphalina is een monotypisch geslacht van schimmels behorend tot de familie Hygrophoraceae. Het bevat alleen de soort Semiomphalina leptoglossoides.